# Vitelo
El vitelo, deutoplasma o plasma germinativo es la parte del citoplasma del cigoto que contiene elementos nutritivos tales como lípidos o gránulos de carbohidratos y es aportado en su mayoría por el óvulo.

## Clasificación de los huevos

### Por la cantidad de vitelo
- Oligolecitos o microlecitos: poca cantidad.
- Mesolecitos o heterolecitos: cantidad media.
- Polilecitos o megalecitos: gran cantidad.

### Por la distribución del vitelo
- Isolecito: uniformemente distribuido.
- Telolecito: concentrado en un polo (polo vegetal), mientras que en el otro extremo se encuentra el polo animal que constituye el disco embrionario.
- Centrolecito: concentrado en el centro

## Diferencias entre especies
La cantidad de vitelo está relacionada con la historia evolutiva de una especie. Así, los pequeños animales que producen grandes cantidades de huevos para asegurar su supervivencia presentan huevos oligolecitos o mesolecitos, por lo que el embrión debe desarrollarse rápidamente antes de agotar sus reservas nutritivas. Aves y reptiles necesitan huevos polilecitos para asegurar la nutrición de embriones complejos que se desarrollan fuera de la madre. Los mamíferos producen huevos pequeños desprovistos casi de vitelo, debido al desarrollo de la placentación, a pesar de su origen evolutivo a partir de especies de huevos polilecitos. Sin embargo, durante la gastrulación de los mamíferos se sigue un esquema muy similar al de los huevos polilecitos a pesar de ser más complejo.

### Vitelo en las aves
En estas especies, el vitelo está formado por dos tipos:
- El vitelo amarillo, que es el mayor de los dos componentes.
- El vitelo blanco, que forma una parte central bulbosa (látebra) prolongándose en un cuello que se expande bajo el disco embrionario, formando el núcleo de Pander.

Además, el blanco se alterna en finas capas concéntricas con otras más gruesas del amarillo. Esto se debe a que por la noche, el vitelo posee una menor cantidad de grasa y más de proteínas, formando la capa de vitelo blanco.[cita requerida]